# Сирота Петро Савелійович
Петро́ Саве́лійович Сирота́ (нар. 11 липня 1950) — військовий фармацевт, засновник військової фармації в Україні, автор діючої системи територіального принципу забезпечення медичним майном ЗС України. Заслужений працівник охорони здоров'я України (1995), кандидат фармацевтичних наук (1991), генерал-майор медичної служби.

## Життєпис
Народився 11 липня 1950 року в селі Соснівка Олександрівського р-ну Кіровоградської області УРСР.
У 1974 році закінчив фармацевтичний факультет Запорізького медичного інституту. З того ж року проходить службу у Збройних силах СРСР. Спочатку на посаді заступника керівника аптеки Смілянської районної лікарні Черкаської області, пізніше вже начальник аптеки медичного пункту полку (1974—1976).
В 1976—1980 роках старший офіцер обліково-операційного відділення медичного складу Північної групи військ.
У 1980—1983 роках начальник медичного постачання дивізії (м. Черкаси).
У 1983 році призначений на посаду начальника аптеки гарнізонного госпіталю (м. Харків).
З 1988 року начальник аптеки 408-го окружного військового госпіталю — головний провізор військового округу (м. Київ).
У 1991 році захистив кандидатську дисертацію «Розробка засобів механізації технологічних процесів аптечного виробництва ліків». Того ж року призначений на новостворену посаду заступника начальника госпіталю з медичного постачання (1991—1992).
В 1992 році П. Сироту призначено на посаду начальника відділу медичного постачання Центрального військово-медичного управління.
З 1994 начальник Управління медичного постачання та матеріально-технічного забезпечення — заступник начальника Головного військово-медичного управління, головний провізор Міністерства оборони України.
В 2004 році начальник управління медичного постачання — заступник директора Департаменту охорони здоров'я Збройних сил України, головний провізор Збройних сил України.
З 2009 по 2010 рік директор Департаменту охорони здоров'я МО України.

## Науковий ступінь, вчене звання
- Кандидат фармацевтичних наук (1991)
- Професор (2004) кафедри військової фармації Української військово-медичної академії.

## Нагороди та відзнаки
- Орден «За заслуги» III ступеня (2001)[2]